# Sarcèdol
Sarcèdol es una entidad de población española del municipio de Montferrer Castellbó, perteneciente a la provincia de Lérida, en la comunidad autónoma de Cataluña. En 2023, la entidad singular de población tenía empadronados seis habitantes y el núcleo de población, también seis.